# Universitatea Howard

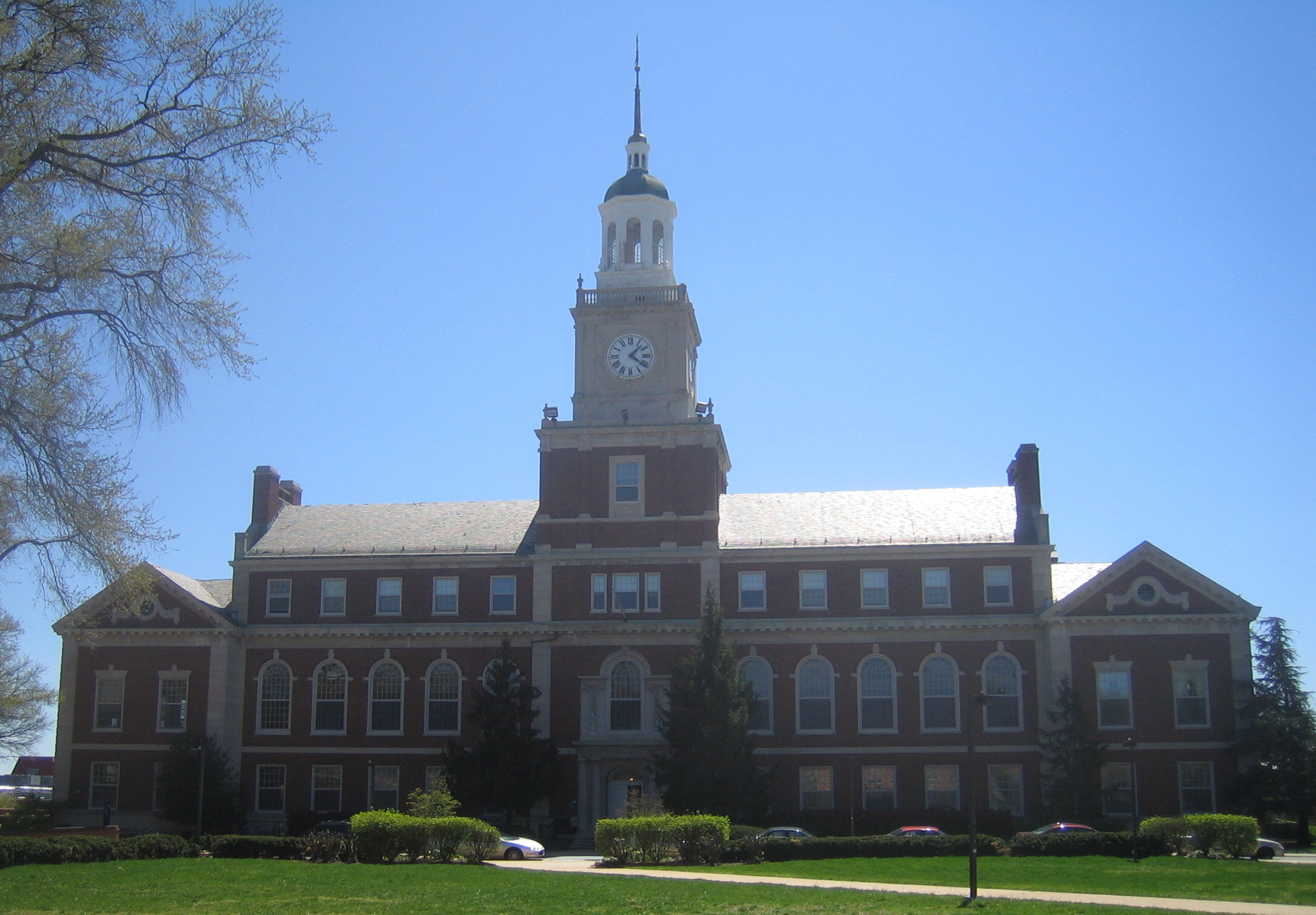

Main Hall si Miner Hall in 1868

Howard University este o universitate istorică privată afro-americană în Washington, DC, SUA. Ea a fost a luat ființă în anul 1867. In prezent sunt înscriși aici 10.642 de studenți. De Universitate aparține centrul de documentație istorică afro-americană „ Moorland-Spingarn Research Center” care este una dintre cele mai mari centre de documentație afro-americane. Echipa „Bisons” este echipa de sport a universității.

## Personalități care au studiat aici
- Toni Morriso scriitor laureat în 1993 al premiului Nobel

Artă
- Anthony Anderson actor
- Amiri Baraka actor
- Sean Combs muzician
- Ossie Davis actor
- Roberta Flack cântăreață
- Rich Harrison compozitor
- Donny Hathaway cântăreț
- Zora Neale Hurston antropolog
- Jessye Norman cântăreț de operă
- Phylicia Rashad actriță
- Marlon Wayans actor
- Isaiah Washington actor
- Crystal Waters cântăreață

Politică, Drept
- David Dinkins primul primar de culoare a orașului New York City
- Cheddi Jagan președinte din Guyana
- Thurgood Marshall primul judecător de culoare la Curtea Supremă din SUA
- Douglas Wilder primul guvernator de culoare a orașului Richmond, Virginia
- Harris Wofford deputat în Congres
- Andrew Young primul consul de culoare, fost primar în Atlanta
- Howard Washington, primul primar de culoare a orașului Washington D.C.

Sport
- Shaka Hislop jucător de fotbal-american